# Техада, Луис
Луи́с Ка́рлос Теха́да Ансе́лль (исп. Luis Carlos Tejada Hansell; 28 марта 1982[…], Панама — 28 января 2024, Омар-Торрихос, Панама) — панамский футболист, нападающий. Выступал за сборную Панамы.

## Клубная карьера

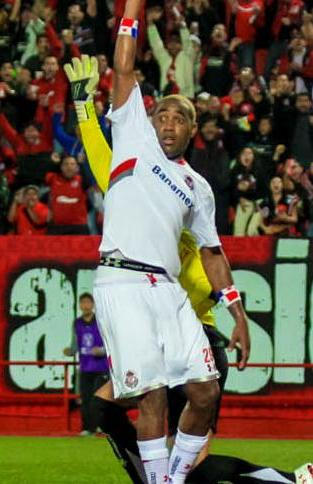
Техада в составе «Толуки»

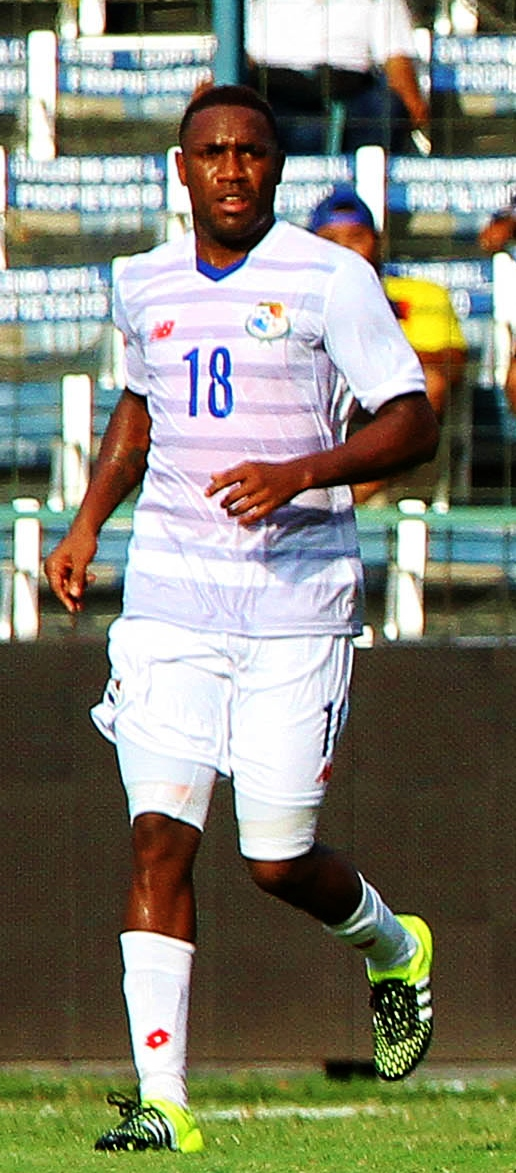
Техада в составе сборной Панамы

Воспитанник футбольной академии клуба «Тауро». В 2001 году дебютировал за команду и сразу стал основным её нападающим. Свой второй сезон провёл в «Пласа Амадор», забив 14 мячей в 27 матчах. В 2003 году переехал в Колумбию, заключив контракт с «Депортес Толима», но не смог закрепиться в команде. Уже следующий сезон начал в «Энвигадо». За новую команду забивал регулярно.
Летом 2005 года, благодаря успешному выступлению на Золотом кубке КОНКАКАФ, подписал 3-летний контракт с «Аль-Айном» из ОАЭ. Однако в новом клубе не показал той результативности, которая была на турнире, и вскоре после окончания Лиги чемпионов АФК вернулся на родину.
В Панаме подписал контракт со своим бывшим клубом «Пласа Амадор». Несмотря на то, что стабильно забивал голы, получил от болельщиков прозвище «толстячок», из-за того, что не мог набрать оптимальные кондиции. Летом 2006 года вернулся в Колумбию, где заключил соглашение с клубом «Онсе Кальдас». После трёх матчей в составе новой команды был отчислен из команды за проблемы с дисциплиной.
12 декабря 2006 года подписал контракт с американским «Реал Солт-Лейк» на сезон 2007. В MLS провел всего несколько минут в пяти матчах, после чего главный тренер команды Джейсон Крайс заявил, что не нуждается в нападающем. Техада вернулся на родину в «Тауро». В клубе провёл немного времени, так как вскоре подписал с «Америкой» из Кали, но за «Тауро» успел забить 4 гола в 4 матчах. В первом сезоне за новую команду забил всего три гола, но уже в следующем стал ключевым футболистом команды и с 12 голами её лучшим бомбардиром. С «Америкой» добрался до финала чемпионата, где его клуб уступил «Бояка Чико». После окончания чемпионата к нападающем проявляли интерес многие клубы, включая аргентинский «Ривер Плейт». Зимой 2008 года Техада перешёл в «Мильонариос». 8 февраля 2009 года в матче против «Хуниор» он дебютировал за новую команду. 22 марта в поединке против «Санта-Фе» Техада забил свой дебютный гол за клуб.
После неудачного выступления за «Мильонариос» перешёл в перуанский «Хуан Аурич». 15 февраля 2010 года в матче против «Мельгара» дебютировал в чемпионате Перу. 4 апреля в поединке против «Универсидад Сесар Вальехо» Луис забил свой первый мяч за новую команду. В 2011 году Техада выиграл первенство Перу и стал лучшим его бомбардиром. В «Хуан Аурич» он провел три сезона и забил 33 мяча в 65 матчах.
Летом 2012 года перешёл в мексиканскую «Толуку». 24 сентября в матче против «Атланте» дебютировал в мексиканской Примере. В этом же матч он забил свой первый гол и помог команде выиграть.
7 марта 2013 года в матче Кубка Либертадорес против «Барселоны Гуаякиль» забил гол, который помог его команде сыграть вничью.

## Международная карьера
В сборной Панамы дебютировал в 2001 году. 27 июня 2003 года в товарищеском матче против сборной Кубы забил первый гол за национальную команду.
В 2005 году был включён в заявку на участие в Золотом кубке КОНКАКАФ. Принял участие во всех поединках и забил два гола в ворота сборных Тринидада и Тобаго и Колумбии. По итогам соревнования был признан наиболее ценными футболистом. В 2009 году вновь принял участие в Золотом кубке КОНКАКАФ. Принял участие во всех встречах и дважды отличился в матче против сборной Никарагуа, а также был удалён в поединке 1/4 финала против сборной США.
В 2011 году в третий раз принял участие в соревновании. Помог национальной команде занять первое место в группе, забив два гола в ворота сборных Канады и Гваделупы. В поединке 1/4 против сборной Гондураса его мяч в конце встречи помог Панаме свести матч к серии пенальти в которой его команда одержала победу и вышла в полуфинал.
В 2015 году во второй раз стал бронзовым призёром Золотого кубка КОНКАКАФ. На турнире сыграл в матчах против сборных Гаити, Гондураса, Тринидада и Тобаго, Мексики и США. В поединках против гондурасцев и тринидадцев забил два гола.
В 2016 году попал в заявку сборной на участие в Кубке Америки в США. На турнире сыграл в матчах против команд Чили, Боливии и Аргентины.
В 2018 году принял участие в чемпионате мира в России. На турнире сыграл в матчах против команд Бельгии и Туниса.

### Голы за сборную Панамы
| #   | Дата            | Место                                          | Соперник          | Счёт | Результат | Турнир                               |
| --- | --------------- | ---------------------------------------------- | ----------------- | ---- | --------- | ------------------------------------ |
| 1.  | 27 июля 2003    | Роммель Фернандес, Панама, Панама              | Куба              | 1:0  | 2:0       | Товарищеский матч                    |
| 2.  | 29 июля 2003    | Роммель Фернандес, Панама, Панама              | Куба              | 1:0  | 1:0       | Товарищеский матч                    |
| 3.  | 28 апреля 2004  | Роммель Фернандес, Панама, Панама              | Бермуды           | 1:3  | 1:3       | Товарищеский матч                    |
| 4.  | 13 июня 2004    | Роммель Фернандес, Панама, Панама              | Сент-Люсия        | 2:0  | 4:0       | Чемпионат мира 2006 (квалификация)   |
| 5.  | 20 июня 2004    | Джордж Олдум, Вьё-Фор, Сент-Люсия              | Сент-Люсия        | 0:1  | 0:3       | Чемпионат мира 2006 (квалификация)   |
| 6.  | 30 марта 2005   | Роммель Фернандес, Панама, Панама              | Мексика           | 1:1  | 1:1       | Чемпионат мира 2006 (квалификация)   |
| 7.  | 5 июля 2005     | Майами Оранж Боул, Майами, США                 | Колумбия          | 1:0  | 1:0       | Золотой кубок КОНКАКАФ 2005          |
| 8.  | 9 июля 2005     | Майами Оранж Боул, Майами, США                 | Тринидад и Тобаго | 1:1  | 2:2       | Золотой кубок КОНКАКАФ 2005          |
| 9.  | 9 июля 2005     | Майами Оранж Боул, Майами, США                 | Тринидад и Тобаго | 2:2  | 2:2       | Золотой кубок КОНКАКАФ 2005          |
| 10. | 3 сентября 2005 | Роммель Фернандес, Панама, Панама              | Коста-Рика        | 1:3  | 1:3       | Чемпионат мира 2006 (квалификация)   |
| 11. | 7 октября 2006  | Роммель Фернандес, Панама, Панама              | Сальвадор         | 1:0  | 1:0       | Товарищеский матч                    |
| 12. | 19 ноября 2006  | Роммель Фернандес, Панама, Панама              | Перу              | 1:0  | 1:2       | Товарищеский матч                    |
| 13. | 14 января 2007  | Уэйнгарт Стэдиум, Монтерей-Парк, США           | Армения           | 1:0  | 1:1       | Товарищеский матч                    |
| 14. | 18 февраля 2007 | Кускатлан, Сан-Сальвадор, Сальвадор            | Коста-Рика        | 1:0  | 1:0       | Кубок наций Центральной Америки 2007 |
| 15. | 4 июня 2008     | Локхарт Стэдиум, Форт-Лодердейл, США           | Канада            | 1:1  | 2:2       | Товарищеский матч                    |
| 16. | 15 июня 2008    | Роммель Фернандес, Панама, Панама              | Сальвадор         | 1:1  | 2:2       | Товарищеский матч                    |
| 17. | 31 марта 2009   | Агустин Санчес, Ла-Чоррера, Панама             | Гаити             | 1:0  | 1:0       | Чемпионат мира 2010 (квалификация)   |
| 18. | 7 июня 2009     | Национальный стадион, Кингстон, Ямайка         | Ямайка            | 2:2  | 2:3       | Товарищеский матч                    |
| 19. | 12 июля 2009    | Юниверсити оф Финикс Стэдиум, Глендейл, США    | Никарагуа         | 3:0  | 4:0       | Золотой кубок КОНКАКАФ 2009          |
| 20. | 12 июля 2009    | Юниверсити оф Финикс Стэдиум, Глендейл, США    | Никарагуа         | 3:0  | 4:0       | Золотой кубок КОНКАКАФ 2009          |
| 21. | 11 августа 2010 | Роммель Фернандес, Панама, Панама              | Венесуэла         | 2:1  | 3:1       | Товарищеский матч                    |
| 22. | 3 сентября 2010 | Роммель Фернандес, Панама, Панама              | Коста-Рика        | 1:1  | 2:2       | Товарищеский матч                    |
| 23. | 3 сентября 2010 | Роммель Фернандес, Панама, Панама              | Коста-Рика        | 2:1  | 2:2       | Товарищеский матч                    |
| 24. | 7 сентября 2010 | Роммель Фернандес, Панама, Панама              | Тринидад и Тобаго | 2:0  | 3:0       | Товарищеский матч                    |
| 25. | 17 ноября 2010  | Роммель Фернандес, Панама, Панама              | Гондурас          | 1:0  | 2:0       | Товарищеский матч                    |
| 26. | 7 июня 2011     | Форд-филд, Детройт, США                        | Гваделупа         | 2:0  | 3:2       | Золотой кубок КОНКАКАФ 2011          |
| 27. | 14 июня 2011    | Спортинг Парк, Канзас-Сити, США                | Канада            | 1:1  | 1:1       | Золотой кубок КОНКАКАФ 2011          |
| 28. | 19 июня 2011    | Ар-эф-кей Мемориэл Стэдиум, Вашингтон, США     | Сальвадор         | 1:1  | 1:1       | Золотой кубок КОНКАКАФ 2011          |
| 29. | 10 августа 2011 | Рамон Тауичи, Санта-Крус-де-ла-Сьерра, Боливия | Боливия           | 1:1  | 1:3       | Товарищеский матч                    |
| 30. | 10 августа 2011 | Рамон Тауичи, Санта-Крус-де-ла-Сьерра, Боливия | Боливия           | 1:2  | 1:3       | Товарищеский матч                    |
| 31. | 6 сентября 2011 | Национальный стадион, Манагуа, Никарагуа       | Никарагуа         | 0:1  | 1:2       | Чемпионат мира 2014 (квалификация)   |
| 32. | 7 октября 2011  | Уиндзор Парк, Розо, Доминика                   | Доминика          | 0:2  | 0:5       | Чемпионат мира 2014 квалификация     |
| 33. | 11 октября 2011 | Роммель Фернандес, Панама, Панама              | Никарагуа         | 1:0  | 5:1       | Чемпионат мира 2014 (квалификация)   |
| 34. | 11 октября 2011 | Роммель Фернандес, Панама, Панама              | Никарагуа         | 4:0  | 5:1       | Чемпионат мира 2014 (квалификация)   |
| 35. | 26 марта 2013   | Роммель Фернандес, Панама, Панама              | Гондурас          | 1:0  | 2:0       | Чемпионат мира 2014 (квалификация)   |
| 36. | 11 октября 2013 | Ацтека, Мехико, Мексика                        | Мексика           | 1:1  | 1:2       | Чемпионат мира 2014 (квалификация)   |
| 37. | 15 октября 2013 | Роммель Фернандес, Панама, Панама              | США               | 2:1  | 2:3       | Чемпионат мира 2014 (квалификация)   |
| 38. | 31 марта 2015   | Роммель Фернандес, Панама, Панама              | Коста-Рика        | 2:0  | 2:1       | Товарищеский матч                    |
| 39. | 10 июля 2015    | Джиллетт Стэдиум, Фоксборо, США                | Гондурас          | 1:0  | 1:1       | Золотой кубок КОНКАКАФ 2015          |
| 40. | 19 июля 2015    | Метлайф Стэдиум, Ист-Ратерфорд, США            | Тринидад и Тобаго | 1:0  | 1:1       | Золотой кубок КОНКАКАФ 2015          |
| 41. | 17 ноября 2015  | Роммель Фернандес, Панама, Панама              | Коста-Рика        | 1:2  | 1:2       | Чемпионат мира 2018 (квалификация)   |
| 42. | 8 января 2016   | Роммель Фернандес, Панама, Панама              | Куба              | 2:0  | 4:0       | Чемпионат мира 2018 (квалификация)   |

## Смерть
28 января 2024 года скончался от сердечного приступа во время игры ветеранов в Панама-Сити. Отмечается, что Техада потерял сознание во время матча. Его немедленно доставили в больницу для оказания медицинской помощи, однако через несколько минут была констатирована смерть футболиста.

## Достижения

### Командные
«Хуан Аурич»
- Чемпион Перу — 2011

### Международные
Панама
- 2-е место: Золотой кубок КОНКАКАФ — 2005
- 3-е место: Золотой кубок КОНКАКАФ — 2011
- 3-е место: Золотой кубок КОНКАКАФ — 2015

### Индивидуальные
- Лучший бомбардир чемпионата Панамы — Апертура 2006
- Лучший бомбардир чемпионата Перу — 2011 (15 мячей)